# Davide Campi
Pour les articles homonymes, voir Campi (homonymie).
Davide Campi  (Gênes ,1683-1750)  est un peintre italien baroque de l'école génoise qui fut actif à la fin du XVIIIe siècle.

## Biographie
Davide Campi a été un élève de  Giovanni Battista Merano.